# Samuel Morton Peto

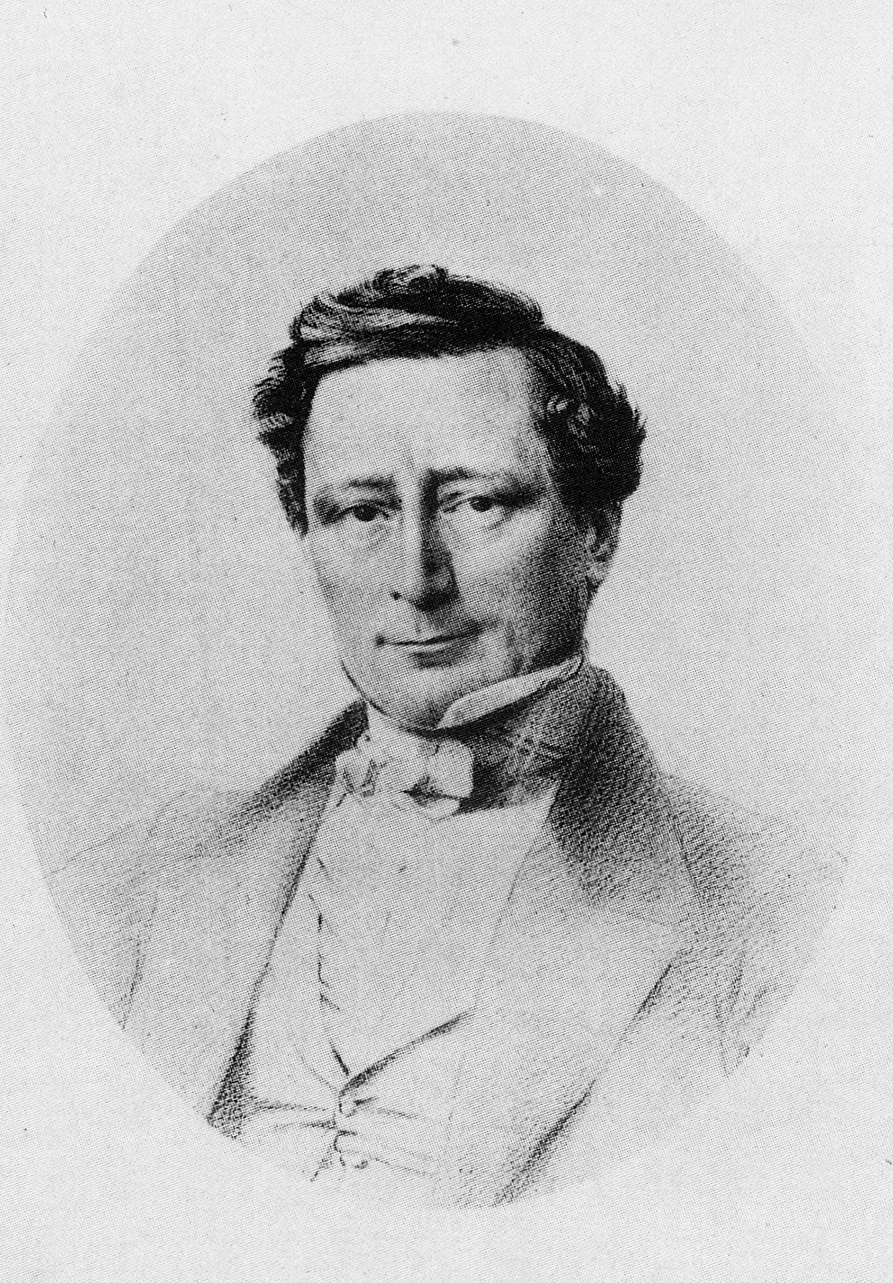
Samuel Morton Peto

Sir Samuel Morton Peto (* 4. August 1809 in Woking, Surrey; † 13. November 1889 in Blackhurst, Tunbridge Wells, Kent) war ein englischer Eisenbahnbau-Unternehmer.

## Biografie
Peto wurde am 4. August 1809 im Whitmoor House in Woking in der Grafschaft Surrey als ältester Sohn des Landwirts William Peto († 1849) aus Cookham, Berkshire und seiner Frau Sophia Alloway aus Dorking geboren. Er besuchte die Dorfschule in Cobham, dann das Jardine-Internat in Brixton Hill, Surrey. Er machte in London eine Lehre bei seinem Onkel, der ein Baugeschäft führte. Nach dem Tode des Onkels im Jahre 1830 übernahm er mit seinem Vetter Thomas Grissell das Unternehmen, das in London zahlreiche bekannte Gebäude errichtete. Dazu gehörten das Gebäude des Oxford & Cambridge-Clubs (1836–1838), Charles Barrys Reform Club (1836), der Neubau des abgebrannten Lyceum Theaters (1831–1834), F. W. Bushall’s Olympic Theatre (1849) und St. James Theatre in der Palace Street ebenso wie die Nelsonsäule (1834), das Fundament der Houses of Parliament und der Londoner Abwasserkanal aus Backstein.
1847 wurde er als Abgeordneter der Liberalen Partei ins Unterhaus gewählt, 1859 für Finsbury und 1865 für Bristol.
Im Jahre 1846 ging Peto eine Partnerschaft mit Edward Betts ein. Mit ihm baute er bis 1855 zahlreiche große Eisenbahnlinien im In- und Ausland. Unter anderen waren es die Strecken der South Eastern Railway, der London, Chatham and Dover Railway, der London, Tilbury and Southend Railway sowie der Grand Trunk Railway in Kanada. Gemeinsam mit Thomas Brassey erbaute Peto 1854 auf der Halbinsel Krim eine Eisenbahnverbindung von Balaklava nach Sewastopol, die dem Transport von Material und Menschen während des Krimkrieges diente.
In Deutschland konnte er 1859 die Konzessionen von vier Staaten für die Homburger Eisenbahn-Gesellschaft erlangen, die anderen Bewerbern trotz jahrelanger Bemühungen nicht erteilt worden waren. Ferner war er im Herzogtum Schleswig und dem Herzogtum Holstein, die damals der Krone Dänemarks untertan waren, erfolgreich beim Bahnbau tätig. Er betrieb die Nord- und südschleswigschen Bahnen bis zum Jahre 1865. In Flensburg baute er daneben noch 1854 das Gaswerk in der Gasstraße. Es erzeugte aus Kohle sogenanntes Stadtgas, das zur Beleuchtung verwendet wurde. Im Gegensatz zum Projekt in Schleswig gelang es ihm 1859 nicht, von der Regierung des Herzogtums Nassau die Konzession für die Westerwälder Eisenbahn zu erhalten, die Köln und Frankfurt am Main verbinden sollte. Für seine Verdienste um den Bahnbau wurde Peto in den Adelsstand erhoben.

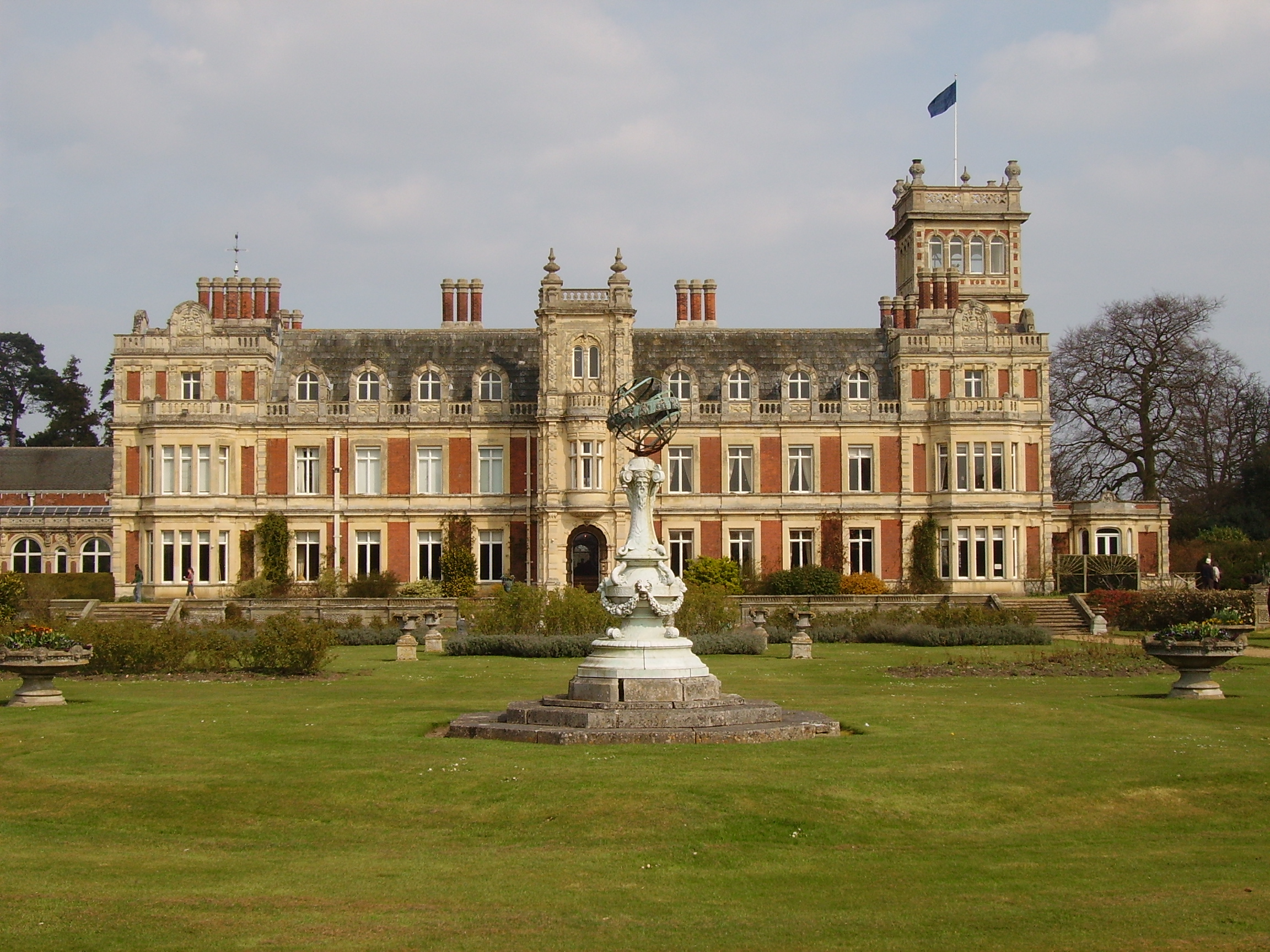
Der Familiensitz Somerleyton Hall

Er widmete seine Aufmerksamkeit der Stadt Lowestoft an der Ostspitze Englands, in der Nähe seines prachtvollen Wohnsitzes in Somerleyton Hall (Jakobitisch, 1843 von John Thomas im italienischen Stil umgestaltet), die er durch eine Zweigbahn an das Eisenbahnnetz anschloss. Er erweiterte dort den Hafen für 1000 Schiffe, baute einige Luxushotels und legte eine Strandpromenade und Parks in diesem etablierten Badeort an.
Die Wirtschaftskrise von 1866 führte am 11. Mai zur Insolvenz seines Unternehmens Peto, Brassey and Betts. Er hatte zudem versucht, mit falschen Angaben Aktien zu verkaufen. Er hatte 4 Millionen Pfund Schulden und sein Bankier ging bankrott. Er musste den Sitz im Parlament aufgeben, obwohl er die Protektion von Benjamin Disraeli und William Gladstone genoss. Bereits 1863 hatte er Somerleyton Hall an Sir Francis Crossley, einem Teppichhändler aus Yorkshire verkauft. Er zog sich nach Budapest zurück, wo er die Regulierung der Donau plante und versuchte, in Russland, später in Cornwall Eisenbahnen zu bauen. 1884 zog er nach Blackhurst in Tunbridge Wells in Kent, wo er nach längerer Krankheit verstarb. Er wurde in Pembury begraben.
Peto war seit 1831 in erster Ehe mit Mary Grissell (c.1811–1842) verheiratet, sie hatten zwei Söhne und drei Töchter. Ein Jahr nach ihrem Tod heiratete er Sarah Ainsworth (1821–1892), die älteste Tochter von Henry Kelsall of Rochdale, einem Textilfabrikanten. Dieser Ehe entsprangen sechs Söhne, darunter der Architekt und Gartengestalter Harold Ainsworth Peto, und vier Töchter.